# Stefanie Pesendorfer
Stefanie Pesendorfer (Wels, 31 augustus 2003) is een Oostenrijks kunstschaatsster. Ze is viervoudig nationaal medaillewinnaar.

## Biografie
Stefanie Pesendorfer begon in 2007 met kunstschaatsen. In augustus 2017 debuteerde ze op internationaal niveau bij de junioren en in september 2019 bij de senioren. In augustus 2024 kondigde Pesendorfer aan voortaan te gaan trainen in Oberstdorf, Duitsland, bij Niko Ulanovsky en Ria Schiffner.

## Persoonlijke records
Behaald tijdens ISU-wedstrijden. 
|                     | punten | toernooi                      |
| ------------------- | ------ | ----------------------------- |
| Hoogste totaalscore | 154.31 | 2022 CS Nebelhorn Trophy      |
| Hoogste korte kür   | 056.53 | 2024 CS Golden Spin of Zagreb |
| Hoogste lange kür   | 101.53 | 2022 CS Nebelhorn Trophy      |

## Belangrijke resultaten
| Kampioenschap           | 17/18 | 18/19  | 19/20  | 20/21 | 21/22 | 22/23 | 23/24  | 24/25 |
| ----------------------- | ----- | ------ | ------ | ----- | ----- | ----- | ------ | ----- |
| Wereldkampioenschap     |       |        |        |       | 32e   |       |        |       |
| Europees kampioenschap  |       |        |        |       |       |       |        | 23e   |
| Nationaal kampioenschap |       |        | Brons  |       | Goud  | Brons | Zilver | 4e    |
| WK junioren             | 12e   |        | 15e    |       |       |       |        |       |
| NK junioren             | Goud  | Zilver | Zilver |       |       |       |        |       |